# Arianops fovealis
Arianops fovealis är en skalbaggsart som beskrevs av Barr 1974. Arianops fovealis ingår i släktet Arianops och familjen kortvingar. Inga underarter finns listade i Catalogue of Life.